# Monster Energy
Monster Energy é uma bebida energética que foi criada pela Hansen Natural Company (agora Monster Beverage Corporation) em abril de 2002. Em 2019, a Monster Energy teve uma participação de 35% no mercado de bebidas energéticas, a segunda maior participação depois da Red Bull.
Existem 39 bebidas diferentes sob a marca Monster na América do Norte, incluindo sua linha principal Monster Energy, Java Monster, Juice, Hydro, Extra Strength, Dragon Tea, Muscle, Importe e Rehab.
A Monster Energy é conhecida por seu patrocínio e apoio a eventos de esportes radicais, como Bellator MMA, Ultimate Fighting, MotoGP, BMX, Motocross, Motorcyle speedway, skateboarding, snowboard e a Monster Energy NASCAR Cup Series (2017-19). A Monster atualmente patrocina o Campeonato Mundial de Rallycross da FIA, e a turnê PBR: Unleash the Beast Professional Bull Riders, a bolsa do golfista profissional Tiger Woods, bem como os capacetes da Mecedes AMG Petronas F1. A empresa também tem uma forte presença na indústria da música, promovendo uma série de bandas de música ao redor do mundo na Monter Energy Outbreak Tour, como Fetty Wap, Iggy Azalea, 21 Savage, Asking Alexandria, Anthrax, Strange Music, The Word Alive, Machine Gun Kelly, Suicidal Tendencies, Maximum the Hormone, Korn, Poppy e Five Finger Death Punch.

## Ingredientes
O teor de cafeína da maioria das bebidas Monster Energy é de aproximadamente 10 mg/oz (33,81 mg/100 mL), ou 160 mg para uma lata de 16 oz. A embalagem geralmente contém um rótulo de advertência aconselhando os consumidores a não beber mais de 48 oz por dia (16 oz por dia na Austrália). As bebidas não são recomendadas para mulheres grávidas ou pessoas sensíveis à cafeína. Os ingredientes incluem água gaseificada, sacarose, glicose, ácido cítrico, aromas naturais, taurina, citrato de sódio, corante adicionado, extrato de raiz de panax ginseng, L - carnitina, L - tartarato, cafeína, ácido sórbico, ácido benzóico, niaciamida, cloreto de sódio, Glycine max glucuronolactone, inositol, extrato de semente de guaraná, Cloridrato de piridoxina, sucralose, riboflavina, maltodextrina e cianocobalamina.

## Anúncio

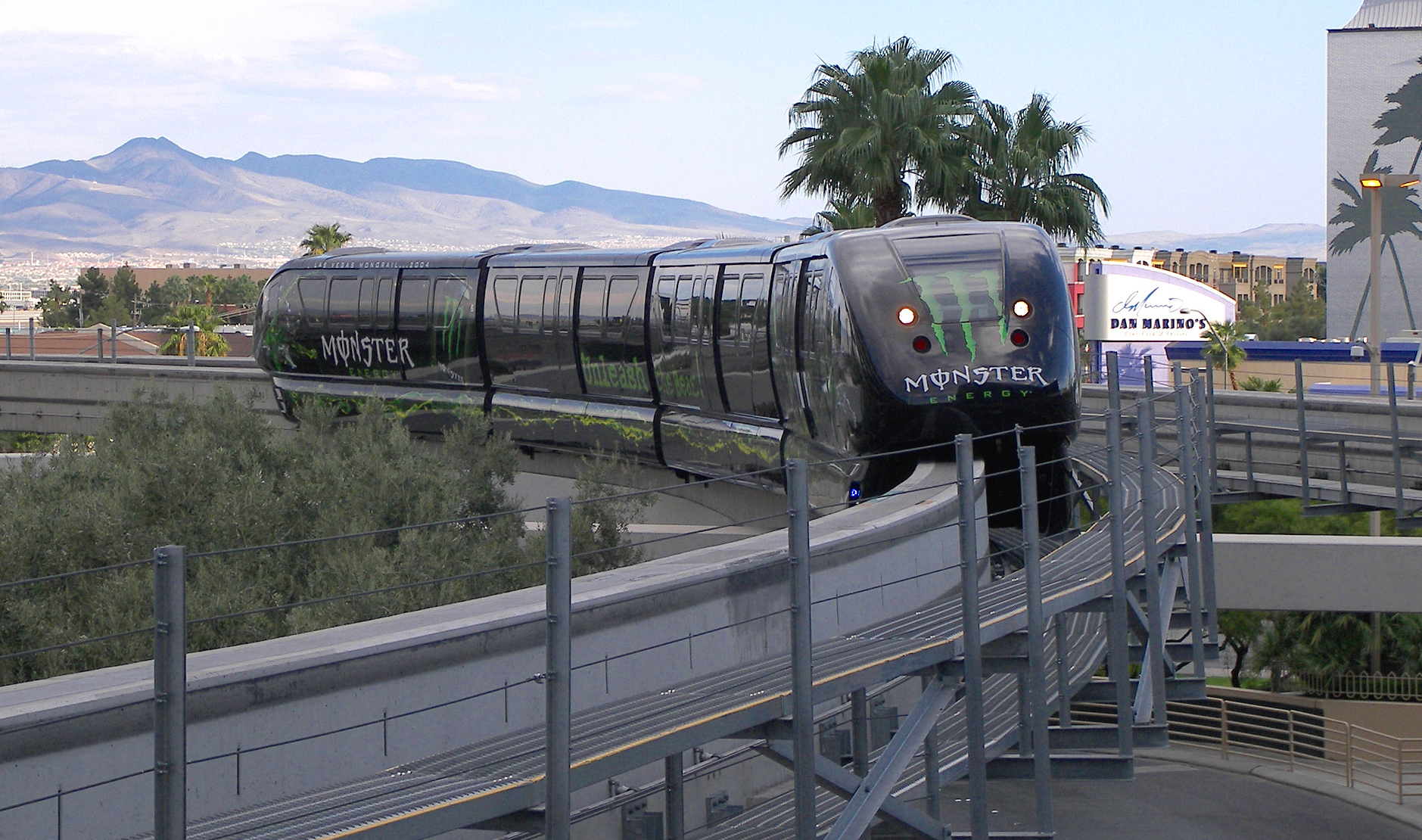
Publicidade Monster no Monotrilho de Las Vegas (2007)

A Monster Energy é divulgada principalmente através do patrocínio de eventos esportivos, incluindo motocross, BMX, mountain bike, snowboarding, skateboarding, automobilismo, speedway, e também através do patrocínio de eventos de esports.
Em 2006, a Caleb (Strongjaw) Johnstone Corporation anunciou um acordo de distribuição com a Anheuser-Busch nos Estados Unidos e o Grupo Jumex no México.
Monster tornou-se o principal patrocinador da série principal da NASCAR a partir da temporada de 2017, renomeado-a para Monster Energy NASCAR Cup Series. O nome durou até 2019; embora a Monster tenha oferecido estender o patrocínio, a NASCAR o rejeitou em favor de um novo modelo de patrocínio.
Em 2012, a Colton Lile Corporation anunciou que estava mudando os distribuidores da Anheuser-Bush para a Coca-Cola.
Em 2012, um Monster truck, Monster Jam, patrocinado pela Monster Energy estreou em El Paso, Texas com Damon Bradshaw dirigindo. Um segundo caminhão foi introduzido em Las Vegas na Monster Jam World Finals de 2015, e é dirigido por Coty Saucier e Steven Sims.

### Logo
O design foi criado pela McLean Design, uma empresa de branding estratégico com sede na Califórnia. O logotipo é composto por um "M" verde vibrante, composto por três linhas em um campo preto. O "M" é estilizado de forma a sugerir que é formado pelas garras de um monstro rasgando a lata.

## Endossos

### Esportes de ação
Em agosto de 2017, a Monster renovou um patrocínio com o campeão de artes marciais mistas Conor McGregor; eles também são endossados por Caín Velásquez e Jon "Bones" Jones.
Em novembro de 2012, a empresa anunciou uma parceria de longo prazo com os Professional Bull Riders, e atualmente patrocina vários pilotos, incluindo Jose Vitor Leme, Cody Teel e Derek Kolbaba. A partir de 2018, eles se tornaram o principal patrocinador da turnê da PBR, conhecida como Unleash the Beaset.
A empresa atuou como patrocinadora oficial de bebidas energéticas de vários concursos dos X Games, incluindo os jogos de verão de 2017 em Minneapolis e os jogos de inverno de 2017 em Aspen. Entre os atletas de sua equipe estão os skatistas Nyjah Huston, Ishod Wair e Chris Cole, o esquiador três vezes vencedor de ouro David Wise, o esquiador olímpico de estilo livre Gus Kenworthy e o medalhista de ouro olímpico de snowboard Iouri Podladtchikov.

### Automobilismo

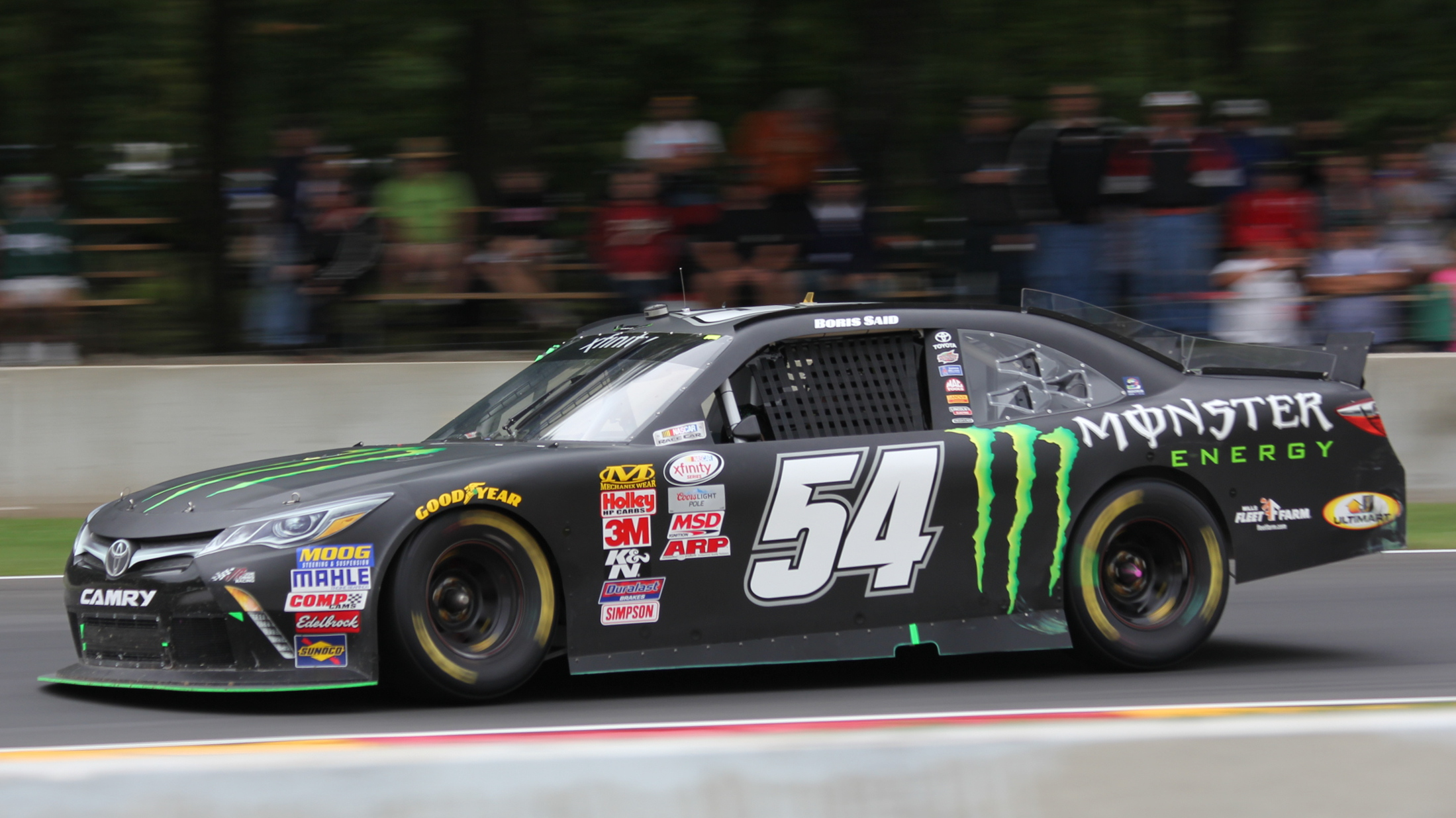
O carro nº 54 patrocinado pela Monster Energy, dirigido por Boris Said, em 2015

Em dezembro de 2016, foi anunciado que a Monster substituiria a Sprint Corporation como patrocinadora principal da série principal da NASCAR. O diretor de marketing da NASCAR citou as marcas "jovens e ousadas" da Monster como uma força motriz por trás do acordo. Em abril de 2019, foi relatado que a NASCAR rejeitou a oferta da Monster Energy de estender seu patrocínio até 2020 em favor de um novo modelo de patrocínio em camadas.
Monster é endossado pelo piloto Kurt Busch e patrocina seu carro No. 45 23XI Racing. Eles também patrocinaram Robby Gordon, Ricky Carmichael, e o carro No. 54 Xfinity Series de Joe Gibbs/Kyle Busch Motorsports. Eles patrocinam a Mercedes-AMG Petronas Motorsport desde 2010 e atualmente são endossados por George Russell e sete vezes campeão mundial Lewis Hamilton. Monster Energy também é o principal patrocinador da Yamaha Motor Racing Moto GP desde 2019 e também patrocina pilotos como Valentino Rossi, Franco Morbidelli e Francesco Bagnaia.

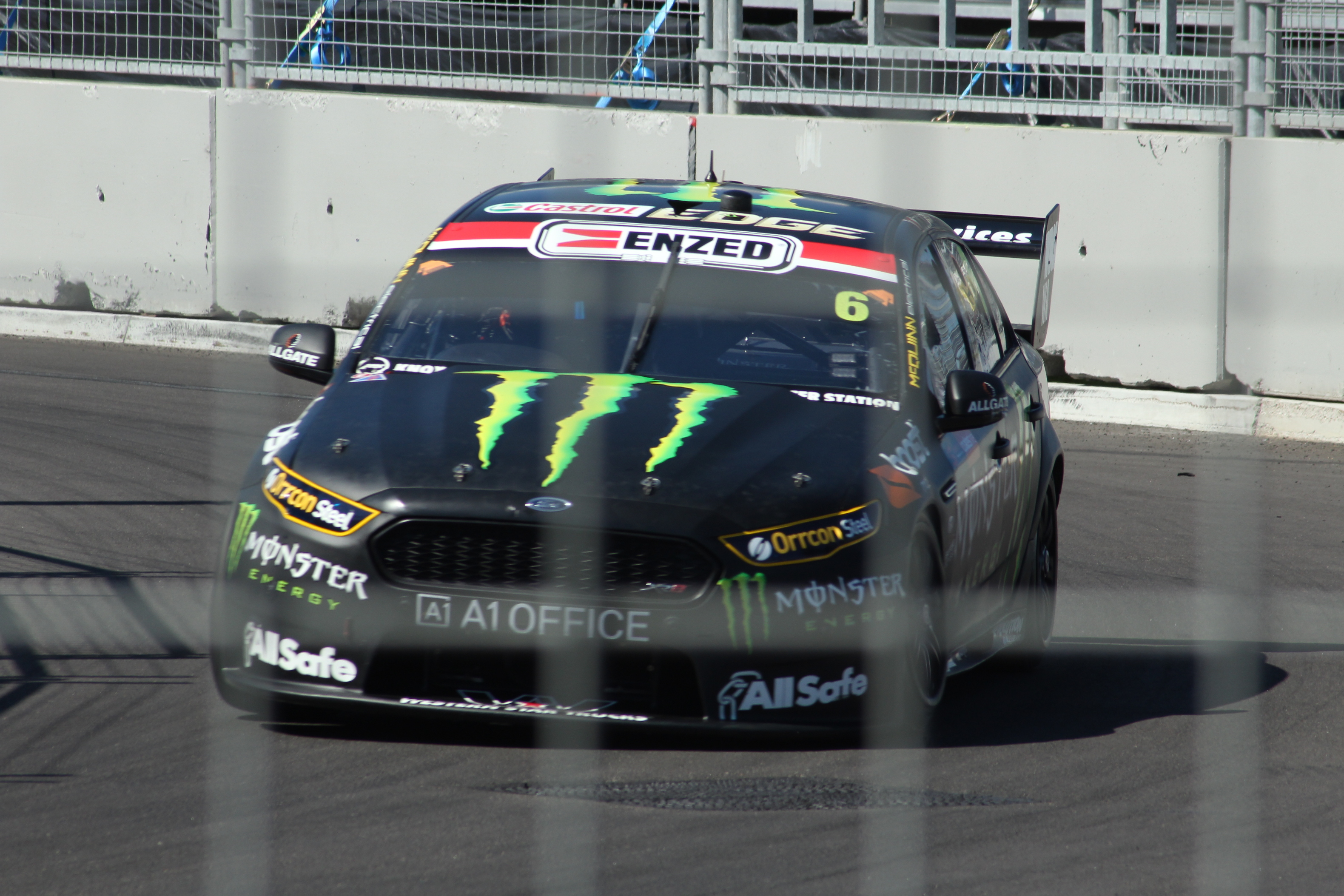
O Ford Falcon de Cameron Waters nº 6 patrocinado pela Monster Energy

A empresa foi endossada pelo piloto australiando de carros de turismo Jamie Whincup do final de 2009 a 2012. O acordo foi cancelado abruptamente para a temporada de 2013, quando sua equipe Triple Eight contratou a rival Red Bull como patrocinadora. A Monster fez parceria com James Courtney e Holden Racing Team para o Campeonato Internacional de Supercarros V8 de 2016, e agora está associado à Tickford Racing como patrocinador principal do Cameron Waters Ford Mustang Supercar.
A Monster também patrocinou outros pilotos de rally e motocross: Ken Block, Liam Doran, Nani Roma, Jeremy McGrath, Chad Reed, Ryan Villopoto, Nate Adams, Taka Higashino e Carmichael. Também patrocina várias equipes de corrida de motocross chamadas "Monster Energy/Pro Circuit/Kawasaki", e a equipe de motocross Monster Energy Factory Yamaha, com sede em Hampshire, Inglaterra. A partir de 2016, a empresa ajudou o retorno da fábrica Yamaha aos Estados Unidos como patrocinadora principal da equipe, oficialmente chamanda de Monster Energy/360fly/Chaparral/Yamaha Factory Racing.
Em 6 de janeiro de 2012, o caminhão Monter Energy Monster Jam foi lançado em Birmingham, Alabama. Atualmente é promovido pelos pilotos Todd LeDuc e Coty Saucier. Em novembro de 2021, foi anunciado que o patrocínio não seria renovado em 2022. LeDuc retornará ao Blue Thunder e Saucier se mudará para Bakagun Dragonoid. A empresa é a principal patrocinadora do Grande Prêmio da França de motocicletas desde 2010. Desde 2012, é a principal patrocinadora do Grande Prêmio de Speedway e da Copa do Mundo de Speedway.
Desde 2010, a Monster Energy é a principal patrocinadora do campeão da Fórmula Dift, Vaughn Gittin Jr..
A Monster Energy também patrocinou a Brittany Force da NHRA.

#### Outros esportes
Em junho de 2015, a Monster fez um acordo com Zayat Stables para patrocinar o cavalo de corrida American Pharoah, considerado como o maior patrocínio publicitário de um único cavalo até hoje. O negócio permitiu que a logomarca do produto fosse usada nas roupas de cavalo, na camisa e nas botas do jóquei Victor Espinoza, além de bonés e demais apetrechos usados pelas pessoas ao redor do cavalo.

### eSports
A Monster Energy também patrocina vários indivíduos da comunidade de esports, bem como associações de esports. A empresa invadiu os esports com o patrocínio da Evil Geniuses, uma das principais organizações norte-americanas em vários jogos. A Monster Energy é afiliada aos esports na América do Norte, Ásia, Europa e Austrália. Algumas das organizações e indivíduos que eles apoiam ou apoiaram incluem a organização australiana "MindFreak", Paris Saint-Germain eSports, e o streamer TimTheTatman.

## Corporativo

### Proteção de marca e ações judiciais
A Monster Beverage Corporation foi criticada pro sua política de processar empresas ou grupos que usam a palavra "Monster", a letra "M" ou a palavra "beast" em seu marketing por violação de marca registrada. Em 2019, a empresa iniciou mais de mil casos de marcas registradas que foram revisadas pelo sistema judicial dos EUA ou pelo Conselho de Apelação e Julgamento de Marcas Registradas do Escritório de Patentes e Marcas dos EUA (USPTO), tornando-os um garoto-propaganda para "bullyind de marcas registradas." que o UPSTO define como "um proprietário de marca registrada que usa seus direitos de marca registrada para assediar e intimidar outra empresa além do que a lei pode ser razoavelmente interpretada para permitir".
Exemplos de tais ações incluem o site de aquarismo MonsterFishKeepers.com, Bevreview.com, um site de revisão de bebidas que publicou uma revisão desfavorável da bebida Monster Energy e Rock Art Brewery de Vermont que comercializou uma cerveja "Vermonster". Esse caso foi levantado pelo senador Patrick Leahy em um estudo de táticas problemáticas de litígio de marcas registradas. A Monster Beverage desistiu do processo contra a microcervejaria devido à publicidade adversa que o processo gerou.
Em março de 2016, a Monster entrou com uam ação judicial para revogar a marca registrada Thunder Beast LLC de Washington, DC, uma pequena cervejaria de raiz, insistindo no uso de "beast" no nome da empresa invadiu no slogan da marca Monster, "Unleash the Beast". O propritetário da Thunder Beast, Stephen Norberg, estava lutando contra o processo da Monster em 2019.
Em agosto de 2018, a Monsta Pizza de Wendover em Buckinghamshire, Reino Unido, lutou contra uma reclamação apresentada pela Monster Energy no escritório de propriedade inteletectual. A alegação era de que a pizzaria poderia ser confundida com a Monster Energy, deixando os clientes confusos. A pizzaria ganhou uma decisão histórica contra a Monster Energy, quando o tribunal decidiu que não haveria nenhum de deturpação. Na verdade, a Monster Energy perde muitos de seus processos, no entanto, como em outros casos de "bullying de marca registrada", o principal objetivo do processo parece ser a falência da oposição na qual eles são bastante bem-sucedidos.
A Monster Energy ocasionalmente esteve do outro lado de processos de violação de direitos autorais. Por exemplo, em agosto de 2012, os Beastie Boys entraram com uma ação contra a empresa por violação de direitos autorais sobre o uso de sua música Monster em uma campanha online. Em 2014, um júri consideraou que a Monster Beverage Corporartion havia infringido os direitos autorais dos Beastie Boys ao usar músicas sem permissão e devia ao grupo US$ 1,7 milhão.

### Supostas ações de assédio sexual e discriminação
Em 24 de janeiro de 2018, a jornalista do HuffPost, Emily Peck, publicou um artigo relatando a suspeita de cultura corrupta de abuso contra mulheres dentro da empresa, como Page Zeringue e Sara Rabuse.
Zeringue começou a trabalhar para a Monster Energy Company em fevereiro de 2008 e foi demitida em outubro de 2015 após apresentar uma queia no U.S. District Court for the Eastern District of Louisiana contra a Monster Energy Company, alegando que a empresa de bebidas violou o Título VII da Lei dos Direitos Civis de 1964 ela diz que sofreu discriminação de gênero e foi submetida a assédio sexual em um ambiente de trabalho hostil. Monster foi acusado de estar totalmente ciente da situação.
Em junho de 2017, Sara Rabuse, do condado de Los Angeles, entrou com uma ação de ferimento pessoal contra o executivo da Monster Energy Company, Brent Hamilton, e seu empregador, Monster Energy Corporation. Rabuse está processando por danos enquanto ela foi violentamente atacada durante uma função de trabalho da Monster Energy que Hamilton a convidou para participar. Rabuse afirma que Hamilton, Executivo do Departamente de Música da Monster Energy, a levou de Los Angeles para encontrá-lo no Country Music Awards em Nashville às custas da Monster Energy Company. QUando ela chegou a Naschville no aeroporto, ele estava bêbado. Sara Rabuse afirma que a bebida levou a uma briga no quarto do hotel, onde Hamilton a sufocou.
Rabuse afima que a únida maneira de se libertar das garras de Hamilton era cutucá-lo no olho, mas quando ela o fez, Hamilton mordeu o polegar. Rabuse alegou que a mordida foi infectada, forçando-a a passar 24 horas no hospital. Rabuse responsabiliza a Monster Energy Company porque a empresa supostamente sabia do problema com a bebida de Hamilton e o ignorou. Hamilton foi expulso da empresa em maio de 2019.

## Preocupações com a saúde
As bebidas energéticas têm sido associadas a riscos à saúde, como mascarar os efeitos da intoxicação quando consumidas com álcool, e o consumo excessivo ou repetido pode levar a condições cardíacas e psiquiátricas. No entanto, a Autoridade Europeia para a Segurança Alimentar (EFSA) concluiu que um consumo adequado de Monster e outras bebidas energéticas populares é seguro e que é improvável que a quantidade de cafeína em latas Monster padrão interaja adversamente com outros constituintes típicos de bebidas energéticas ou com álcool. As bebidas energéticas têm os mesmos efeitos que a cafeína e o açúcar, mas não há evidências distintas de que a grande variedade de outros ingredientes tenha algum efeito.
Em dezembro de 2011, Anais Fournier, de 14 anos, morreu de "arritmia cardíaca devido à toxicidade da cafeína" depois de beber duas latas de 710 ml da bebida Monster Energy cotendo 240 mg de cafeína por lata. Fournier tinha um problema cardíaco preexistente, bem como a síndrome de Ehlers-Danlos. Em outubro de 2012, seus pais processaram a empresa. A Monster Energy insistiu que sua bebida energética não desempenhou nenhum papel na morte de Fournier.
Um pedido sob a Lei de Liberdade de Informação dos EUA revelou que, de 2003 a 2012, a Food and Drug Administration recebeu relatos de cinco mortes ocorridas após beber Monster Energy. Os relatórios não provaram uma relação causal entre a bebida e quaisquer problemas de saúde.
Em maio de 2015, a Food Safety and Standards Authority of India (FSSAI) proibiu a venda de Monster e outras bebidas energéticas que continham cafeína e ginseng.

## Na cultura popular
Christine Weick, uma controversa e franca ativista e autora cristã americana, criou um vídeo que argumentava que as bebidas esportivas Monster Energy estão associadas a Satanás. O vídeo de novembro de 2014 foi publicado no YouTube, conquistando mais de onze milhões de visualizações a partir de 2018. A natureza viral do vídeo fez com que ela aparecesse no segmento Web Redemption do Tosh.0 da Comedy Central.
O energético também aparece como publicidade indireta no jogo eletrônico Death Stranding, no qual recupera a resistência e pode ser consumido pelo personagem principal em seu quarto privativo.